# Wilson Pickett
Wilson Pickett (18 de março de 1941 - 19 de janeiro de 2006) foi um cantor e compositor estadunidense conhecida por sua voz bruta, rouca, e apaixonada entrega vocal.
Uma figura importante no desenvolvimento da música soul norte-americana, Pickett gravou mais de 50 canções que figuraram nas paradas americanas de R&B, e muitas vezes estiveram nas paradas de sucesso da música pop também. Entre seus hits mais conhecidos estão "In The Midnight Hour" (que ele co-escreveu), "Land of 1000 Dances" "Mustang Sally" e "Funky Broadway".
O impacto das composições e gravações de Pickett o levaram a sua introdução, em 1991, no Rock and Roll Hall of Fame.

## Primeiros anos de vida
Pickett nasceu em 18 de março de 1941 em Prattville (Alabama), Alabama, e cresceu cantando em coros da Igreja Batista.
Ele era o caçula de 11 filhos e chamava a sua mãe de "a pior mulher em meu livro", diz o historiador Gerri Hirshey: "Eu fico com medo dela agora. Ela costumava bater-me com qualquer coisa, frigideiras, lenha para fogão, e uma vez eu fugi e chorei por uma semana. Ficamos no mato, eu e meu cachorro." Pickett finalmente deixou-a para viver com seu pai, em Detroit em 1955.

## O início da carreira musical (1955-1964)
O estilo vigoroso e ardente de Pickett de cantar foi desenvolvido na igreja e nas ruas de Detroit, Pickett sob a influência de estrelas da gravação como Little Richard, a quem ele se referiu mais tarde como "o arquiteto do rock and roll.
Em 1955, Pickett tornou-se parte de um grupo gospel chamado "the Violinaires" ou bernadette. O grupo acompanhou The Soul Stirrers, The Swan Silvertones e The Davis Sisters em excursões da igreja em todo o país. Depois de cantar durante quatro anos no grupo popular localmente gospel-harmony, Pickett, atraído pelo sucesso de outros cantores gospel do momento, que deixaram a música gospel no final dos anos 1950 para ir ao mercado de música mais lucrativa secular, se juntou ao grupo Falcons, em 1959.
O Falcons foi um dos primeiros grupos vocais para trazer o gospel para um contexto mais popular, abrindo assim o caminho para a música soul. O grupo Falcons também contou com alguns membros notáveis que se tornaram grandes artistas; pelo tempo que Pickett se juntou ao grupo, Eddie Floyd e Sir Mack Rice também eram membros do grupo. O maior sucesso de Pickett com os Falcons veio em 1962, quando "I Found a Love" (co-autoria de Pickett e tendo Pickett como vocalista principal), alcançou a 6ª posição nas paradas R&B, e o 75º lugar nas paradas de sucesso da música pop.
Logo após a gravação de "I Found a Love", Pickett fez suas primeiras gravações solo, incluindo "I'm Gonna Cry", sua primeira parceria com Don Covay, uma figura importante da música soul sulista. Por esta época, Pickett também gravou uma demo de uma canção que co-escreveu, chamada "If You Need Me". Esta, uma lenta e ardente balada soul apresentando um sermão falado, foi enviada por Pickett para Jerry Wexler, um produtor da Atlantic Records. Wexler ouviu a demo e gostou tanto dela que deu a um dos artistas de seu próprio selo de gravação, Solomon Burke.
A gravação de Burke, "If You Need Me" tornou-se um de seus maiores hits (2º lugar na R&B e 37º na pop) e é agora considerada um standard da música Soul, mas Pickett ficou arrasado quando ele descobriu que a Atlantic tinha passado adiante a sua canção. "Primeira vez que eu alguma vez chorei na minha vida", Pickett mais tarde recordou, não obstante ter chorado, quando criança, durante uma semana, como já referido acima. A versão de Pickett da canção foi lançada pela Double L Records, e foi um sucesso moderado, atingindo no máximo as posições 30º lugar da parada R&B e a 64ª posição na parada de sucessos pop.
O primeiro grande sucesso de Pickett como um artista solo veio com a canção "It's Too Late", uma composição original (não confundir com o standard de Chuck Willis com o mesmo nome). Entrando nas paradas em 27 de julho de 1963, acabou culminando em 7º lugar nas paradas R&B e na 49ª posição nas paradas de sucesso pop. O sucesso deste disco convenceu Wexler e a gravadora Atlantic a comprar o seu contrato da gravadora Double L Records em 1964.

## Rumo ao estrelato: In the Midnight Hour (1965)
A carreira de Pickett na Atlantic começou com um auto-produzido single, "I'm Gonna Cry", que atingiu uma humilde 124ª posição nas paradas nacionais. Procurando aumentar as chances de Pickett subir nas paradas, a Atlantic estabeleceu uma parceria de Pickett com o famoso produtor Bert Berns e com os compositores estabelecidos Barry Mann e Cynthia Weil. Com esta equipe, Pickett gravou "Baby Come Home", um dueto pop com a cantora de Nova Orleans Tammi Lynn, mas este single falhou completamente em alcançar uma boa posição nas paradas.
O sucesso de Pickett surgiu no estúdio de gravação da Stax Records em Memphis, Tennessee, onde gravou seu terceiro single da Atlantic, "No Midnight Hour" (1965 ), talvez o seu mais lembrado sucesso, atingindo a 1ª posição nas paradas de R&B e o 21º lugar na parada pop americana além da 12ª colocação na parada inglêsa. Ele vendeu mais de um milhão de cópias e foi premiado com um Disco de ouro.
A gênese da gravação "In the Midnight Hour" foi uma sessão de gravação em 12 de maio de 1965, em que o produtor Jerry Wexler realizou uma faixa com um poderoso ritmo com os músicos de estúdio Steve Cropper e Al Jackson, musicos da banda da casa da Stax Records, que também incluía o baixista Donald "Duck" Dunn. (o Tecladista da Stax, Booker T. Jones, que geralmente tocava com Dunn, Cropper e Jackson na banda Booker T. & the M.G.'s, não tocou em nenhuma das sessões de estúdio de Pickett). Wexler disse a Cropper e a Jackson, "Por que você não pegar essa coisa aqui?" Ele realizou um passo de dança. Cropper explicou mais tarde em uma entrevista que Wexler disse-lhes que "esta era a maneira como as crianças estavam dançando; eles estavam colocando a tónica no dois. Basicamente, estávamos uma batida acentuada e com uma pós-batida, um ritmo soando como 'bumm tah', mas aqui neste caso era uma coisa parecida como um "um-tchaam", justamente o contrário onde o acento caía." A canção que resultou desse encontro tornou Pickett uma estrela, e também deu à Atlantic Records um autênctico hit.

## Stax: Os anos da fama (1965-1967)
Pickett gravou três sessões na Stax, em Maio e Outubro de 1965, e foi acompanhado pelo tecladista Isaac Hayes para as sessões de Outubro. Além de "In the Midnight Hour", as gravações de 1965 de Pickett incluíram os singles "Don't Fight It" (4º R&B, 53º pop) "634-5789 (Soulsville, E.U.A.)," (1º R&B, 13º pop) e "Ninety-Nine and A Half (Won't Do)" ( 13º R&B, 53º pop). Todos com exceção de "634-5789" foram composições originais de Pickett co-escritas com Eddie Floyd e/ou Steve Cropper; "634-5789" foi creditada somente a Cropper e Floyd. Todas estas gravações são consideradas clássicos do soul, e mostram uma gama de diferentes estilos, desde o hard-driving "Midnight Hour" e "Don't Fight It", ao mais abertamente influenciado pelo gospel "Ninety-Nine and A Half" (que emprestou este título a partir de um standard gospel gravado pelo "The Ward Singers") e do pop-soul de "634-5789".
Pelas próximas sessões, Pickett não voltaria a Stax; o proprietário da gravadora, Jim Stewart, proibiu todas as produções de fora em dezembro de 1965. Como resultado, Wexler levou Pickett ao Fame studios, outro estúdio de gravação com uma associação ainda mais estreita com a Atlantic Records. Localizado em um antigo armazém de tabaco nas proximidades de Muscle Shoals, Alabama, o estúdio Muscle Shoals foi muito influente na formação da soul music, e Pickett gravou alguns de seus maiores sucessos lá. Isto incluiu a versão com posição mais alta nas paradas da cinética "Land of 1000 Dances", que se tornou a terceira vez que Pickett alcançou o 1º lugar nas paradas R&B, e seu maior hit pop de todos os tempos, chegando a 6ª posição nas paradas pop. Foi mais um campeão de vendas com mais um milhão de discos vendidos. A canção já tinha sido um sucesso para o escritor da canção, Chris Kenner, e a banda banda méxico-americana "Cannibal & The Headhunters".
Outros grandes sucessos desta época na carreira de Pickett incluem dois outros covers: "Mustang Sally" com "Mack Rice" (6º R&B, 23º pop), mais um a superar 1 milhão de discos vendidos, "Funky Broadway" com "Dyke & the Blazers" (outro 1º R&B para Pickett, bem como a 8ª posição na parada pop). Ambas as faixas tiveram milhões de vendas. A banda ouvida em quase todas as gravações de Pickett pela Fame incluiu o tecladista Spooner Oldham e o baterista Roger Hawkins.

## Últimos anos pela Atlantic (1967-1972)
No final de 1967, Pickett começou a gravar na American Studios em Memphis com os produtores Tom Dowd e Tommy Cogbill, e também começou a gravar várias músicas de Bobby Womack. As músicas "I'm In Love", "Jealous Love", "I've Come A Long Way", "I'm A Midnight Mover" (coescrita por Pickett e Womack), e "I Found A True Love" foram todas sucessos escritos por Womack para Pickett em 1967 e 1968. "I'm In Love" foi também um retorno ao gênero balada soul para Pickett; ele iria continuar a gravar uma mistura de baladas, soul e funk para o resto de sua carreira. Pickett também gravou trabalhos de outros compositores durante esta época; "She's Looking Good" de Rodger Collins e um cover do standard de blues tradicional "Stagger Lee" também foram top 40 hits gravados por Pickett na American Studios em 1967/68. Womack foi o guitarrista em todas essas gravações.
Pickett voltou a Fame Studios no final de 1968 e início de 1969, onde trabalhou com uma banda apresentava o guitarrista Duane Allman, bem como Muscle Shoals lento Hawkins e o recentemente recrutado baixista David Hood. Um 16º pop hit cover dos The Beatles "Hey Jude" veio dessas sessões da Fame, bem como os hits menos famosos "Mini-Skirt Minnie" e "Hey Joe".
No final do ano de 1969 encontrava-se Pickett na Criteria Studios em Miami. hit covers da banda The Supremes "You Keep Me On Hangin ' On" (16º R&B, 92º Pop) e da banda The Archies "Sugar Sugar" (4º R&B, 25º Pop), bem como o original de Pickett "She Said Yes" (20º R&B, 68º Pop) vieram dessas sessões.
Pickett então se uniu com os hitmakers bem estabelecidos na Philadelphia, Gamble e Huff, para o álbum de 1970 Wilson Pickett Em Filadélfia, que formou seu próximos dois singles de sucesso, o hit "Get Me Back On Time, Engine Number 9"(3º R&B, 14º Pop), com uma tendência para o funk, e o número de pop "Don't Let The Green Grass Fool You" (2º R&B, 17º Pop), este vendendo um milhão de cópias.
Seguindo estes dois grandes sucessos, Pickett voltou a Muscle Shoals e a Muscle Shoals band, com Hood, Hawkins e Tippy Armstrong. Essa formação gravou o quinto e último hit que alcançou o 1º lugar na R&B, "Don't Knock My Love, Pt. 1.", que também alcançou a 13ª posição nas paradas pop em 1971. Era uma outra gravação de Pickett que registrou vendas em mais de um milhão de cópias. Dois êxitos seguiram-se em 71: "Call My Name, I'll Be There" (# 10º R&B, 52º Pop) e "Fire and Water" (2º R&B, 24º Pop), um cover de uma canção da banda Free.
Pickett gravou várias faixas em 1972 para um novo álbum planejado pela Atlantic, mas depois que o single "Funk Factory" alcançou a 11ª posição R&B e a 58ª posição nas paradas pop, em junho de 1972, ele deixou a Atlantic pela RCA Records. Seu último single da Atlantic, um cover de Randy Newman "Mama Told Me Not To Come", foi realmente tirado a partir do álbum de 1971 de Pickett Don't Knock My Love.

## Carreira discográfica pós-Atlantic
Pickett continuou a gravar com algum sucesso nas paradas R&B com a RCA em 1973 e 1974, marcando quatro top 30 hits R&B com "Mr. Magic Man", "Take a Closer Look at the Woman You're With", "International Playboy" e "Soft Soul Boogie Woogie". No entanto, ele já não estava mais aparecendo nas paradas de sucesso pop com alguma regularidade, e nenhuma dessas canções de sucesso bateram a 90ª posição na Billboard Hot 100.
A medida que a década continuou, o advento do género disco colocou o estilo musical, baseado em soul, de Pickett's fora de sintonia com as tendências em vigor no momento em R&B, e na música pop em geral. Em 1975, com a carreira Pickett antes proeminente, agora em declínio a RCA decidiu tirar Pickett de seu selo.
Pickett continuou a gravar esporadicamente com vários selos ao longo das décadas seguintes, fazendo ocasionalmente atingindo classificações de baixas a medianas nas paradas de R&B, contudo, nunca teve outro hit pop após 1974. Seu último disco foi lançado em 1999, embora ele tenha permanecido bastante ativo no front do turismo até que ele ficou doente em 2004. Pickett apareceu em 1998 no longa-metragem "Blues Brothers 2000", cantando "634-5789", juntamente com Eddie Floyd e Jonny Lang.

## Vida pessoal e honrarias
Fora da música, a vida pessoal Pickett foi turbulenta. Mesmo em seu auge 1960, os amigos de Pickett achavam ele temperamental e preocupado com armas; Don Covay descreveu-o como "jovem e selvagem". Então, em 1987, a medida que sua carreira discográfica foi secando, Pickett recebeu liberdade condicional de dois anos e foi multado em US $ 1.000 por transportar uma arma carregada em seu carro. Em 1991, ele foi preso por alegadamente gritar ameaças de morte ao dirigir um carro sobre o gramado da frente do prefeitura de Englewood, Nova Jersey. No ano seguinte, ele foi acusado de agredir sua namorada.
Em 1993, Pickett estava envolvido em um acidente em que feriu um pedestre de 86 anos, Pepe Ruiz, com o seu carro em Englewood. Ruiz, que ajudou a organizar o New York animation union, morreu mais tarde naquele ano. Pickett se confessou culpado de dirigir embriagado e recebeu uma sentença reduzida de um ano de prisão e cinco anos de liberdade condicional.
Ao longo da década de 1990, apesar de seus problemas pessoais, Pickett foi homenageado continuamente por sua contribuição à música. Além de ser introduzido no Rock and Roll Hall of Fame, sua música foi um destaque especial no filme "The Commitments", com Pickett como um personagem fora da tela. Em 1993, ele foi homenageado com um prêmio Pioneer pelo "Rhythm and Blues Foundation".
Pickett foi também um compositor popular, e músicas que ele escreveu foram gravadas por artistas como Led Zeppelin, Van Halen, The Rolling Stones, Aerosmith, Grateful Dead, Booker T. & the M.G.'s, Gênesis, Creedence Clearwater Revival, Hootie & the Blowfish, Echo & the Bunnymen, Roxy Music, Bruce Springsteen, Los Lobos, The Jam e Ani DiFranco, entre outros.
Vários anos após a sua libertação da prisão, Pickett voltou ao estúdio e recebeu uma indicação ao Grammy para o álbum de 1999 "It's Harder Now". O retorno também resultou em seu ser honrado como Artista Masculino de Soul/Blues do Ano pela "Blues Foundation" em Memphis. "It's Harder Now" foi votado o Álbum "Comeback Blues" do Ano e o Álbum do Ano de Soul/Blues.
Em 2003, ele co-estrelou o documentário D.A. dirigido por Pennebaker "Only the Strong Survive", uma seleção dos festivais de 2002 de Cannes e o de Cinema de Sundance. Em 2003, Pickett foi também um juiz para 2º prêmio anual de música independente para apoiar as carreiras de artistas independentes. Em 2005, Wilson Pickett foi introduzido no Rock Legends Michigan e Roll Hall of Fame. Sua gravação de "Mustang Sally" foi votada uma canção legendaria de Michigan em 2007.
Pickett passou o crepúsculo de sua carreira tocando dezenas de concertos por data por ano até 2004, quando ele começou a sofrer de problemas de saúde. Durante o tempo de hospital, voltou a suas raízes religiosas e disse a sua irmã que queria gravar um álbum gospel. No entanto, ele nunca se recuperou.

## Morte
Pickett foi enterrado em Louisville, Kentucky. O amigo de longa data de Pickett, Little Richard, falou sobre ele e pregou brevemente no funeral. Pickett passou muitos anos em Louisville, quando sua mãe se mudou para lá do Alabama. Ele é considerado um filho honorário da cidade. Seu cortejo fúnebre foi acompanhado de bem-vindos bem intencionados recebendo-o em casa.
Ele foi lembrado em 20 de março de 2006, no New York's B.B. King Blues Club, com atuações do grupo the Commitments, sua banda de backing vocals de longa data the Midnight Movers, a cantora de soul Bruce "Big Daddy" Wayne, e Southside Johnny Lyon a frente de uma platéia que incluiu muitos membros de sua família, incluindo dois irmãos.

## Discografia

### Singles
| Release date | Title                                               | Posição nas paradas | Posição nas paradas | Posição nas paradas |
| Release date | Title                                               | US Hot 100          | US R&B              | UK                  |
| ------------ | --------------------------------------------------- | ------------------- | ------------------- | ------------------- |
| 1962         | "If You Need Me"                                    | 64ª                 | 30ª                 |                     |
| 1963         | "It's Too Late"                                     | 49ª                 | 7ª                  |                     |
| 1963         | "I'm Down to My Last Heartbreak"                    | 95ª                 | 27ª                 |                     |
| 1963         | "My Heart Belongs to You" (reissue charted in 1965) | 109ª                |                     |                     |
| 1964         | "I'm Gonna Cry"                                     | 124ª                |                     |                     |
| 1964         | "Come Home Baby"                                    |                     |                     |                     |
| 1965         | "In the Midnight Hour"                              | 21ª                 | 1ª                  | 12ª                 |
| 1965         | "Don't Fight It"                                    | 53ª                 | 4ª                  | 29ª                 |
| 1966         | "634-5789 (Soulsville, U.S.A.)"                     | 13ª                 | 1ª                  | 36ª                 |
| 1966         | "Ninety Nine and a Half (Won't Do)"                 | 53ª                 | 13ª                 |                     |
| 1966         | "Land of 1000 Dances"                               | 6ª                  | 1ª                  | 22ª                 |
| 1966         | "Mustang Sally"                                     | 23ª                 | 6ª                  | 28ª                 |
| 1967         | "Everybody Needs Somebody to Love"                  | 29ª                 | 19ª                 |                     |
| 1967         | "I Found a Love - Pt. 1"                            | 32ª                 | 6ª                  |                     |
| 1967         | "You Can't Stand Alone" (Lado-A)                    | 70ª                 | 26ª                 |                     |
| 1967         | → "Soul Dance Number Three" (Lado-B)                | 55ª                 | 10ª                 |                     |
| 1967         | "Funky Broadway"                                    | 8ª                  | 1ª                  | 43ª                 |
| 1967         | "I'm in Love" (lado-A)                              | 45ª                 | 4ª                  |                     |
| 1967         | → "Stag-O-Lee" (lado-B)                             | 22ª                 | 13ª                 |                     |
| 1968         | "Jealous Love" (Lado-A)                             | 50ª                 | 18ª                 |                     |
| 1968         | → "I've Come a Long Way" (Lado-B)                   | 101ª                | 46ª                 |                     |
| 1968         | "She's Looking Good"                                | 15ª                 | 7ª                  |                     |
| 1968         | "I'm a Midnight Mover"                              | 24ª                 | 6ª                  | 38ª                 |
| 1968         | "I Found a True Love"                               | 42ª                 | 11ª                 |                     |
| 1968         | "A Man and a Half"                                  | 42ª                 | 20ª                 |                     |
| 1968         | "Hey Jude"                                          | 23ª                 | 13ª                 | 16ª                 |
| 1969         | "Mini-skirt Minnie"                                 | 50ª                 | 19ª                 |                     |
| 1969         | "Born to Be Wild"                                   | 64ª                 | 41ª                 |                     |
| 1969         | "Hey Joe"                                           | 59ª                 | 29ª                 |                     |
| 1969         | "You Keep Me Hangin' On"                            | 92ª                 | 16ª                 |                     |
| 1970         | "Sugar, Sugar" (A-Side)                             | 25ª                 | 4ª                  |                     |
| 1970         | → "Cole, Cooke, and Redding" (lado-B)               | 91ª                 | 11ª                 |                     |
| 1970         | "She Said Yes"                                      | 68ª                 | 20ª                 |                     |
| 1970         | "Get Me Back On Time, Engine Number 9"              | 14ª                 | 3ª                  |                     |
| 1971         | "Don't Let the Green Grass Fool You"                | 17ª                 | 2ª                  |                     |
| 1971         | "Don't Knock My Love - Pt. 1"                       | 13ª                 | 1ª                  |                     |
| 1971         | "Call My Name, I'll Be There"                       | 52ª                 | 10ª                 |                     |
| 1971         | "Fire and Water"                                    | 24ª                 | 2ª                  |                     |
| 1972         | "Funk Factory"                                      | 58ª                 | 11ª                 |                     |
| 1972         | "Mama Told Me Not To Come"                          | 99ª                 | 16ª                 |                     |
| 1973         | "Mr. Magic Man"                                     | 98ª                 | 16ª                 |                     |
| 1973         | "Take a Closer Look at the Woman You're With"       | 90ª                 | 17ª                 |                     |
| 1973         | "International Playboy"                             | 104ª                | 30ª                 |                     |
| 1974         | "Soft Soul Boogie Woogie"                           | 103ª                | 20ª                 |                     |
| 1974         | "Take Your Pleasure Where You Find It"              |                     | 68ª                 |                     |
| 1974         | "I Was Too Nice"                                    |                     |                     |                     |
| 1975         | "The Best Part of A Man"                            |                     | 26ª                 |                     |
| 1976         | "Love Will Keep Us Together"                        |                     | 69ª                 |                     |
| 1977         | "Love Dagger"                                       |                     |                     |                     |
| 1978         | "Who Turned You On"                                 |                     | 59ª                 |                     |
| 1978         | "Groovin'"                                          |                     | 94ª                 |                     |
| 1979         | "I Want You"                                        |                     | 41ª                 |                     |
| 1980         | "Live With Me"                                      |                     | 95ª                 |                     |
| 1981         | "Ain't Gonna Give You No More"                      |                     |                     |                     |
| 1981         | "Back On The Right Track"                           |                     |                     |                     |
| 1987         | "Don't Turn Away"                                   |                     | 74ª                 |                     |
| 1987         | "In the Midnight Hour" (regravação)                 |                     |                     | 62ª                 |
| 1988         | "Love Never Let Me Down"                            |                     |                     |                     |

### Álbuns
- In The Midnight Hour (1965, Atlantic) US: #107
- The Exciting Wilson Pickett (1966) US: #21
- The Best Of Wilson Pickett (1967) US: #35
- The Wicked Pickett (1967) US: #42
- The Sound Of Wilson Pickett (1967) US: #54
- I'm In Love (1967) US: #70
- The Midnight Mover (1968) US: #91
- Hey Jude (1968) US: #97
- Wilson Pickett In Philadelphia (1970) US: #64
- Right On (1970) US: #197
- The Best Of Wilson Pickett, Vol. II (1971) US: #73
- Don't Knock My Love (1972) US: #132
- Mr. Magic Man (1973, RCA) US: #187
- Wilson Pickett's Greatest Hits (1973) US: #178
- Miz Lena's Boy (1973, RCA)
- Pickett In The Pocket (1974, RCA)
- Live In Japan (1974, RCA)
- Join Me And Let's Be Free (1975, RCA)
- Chocolate Mountain (1976, Wicked)
- Funky Situation (1978, Big Tree)
- I Want You (1979, EMI)
- Right Track (1981, EMI)
- American Soul Man (1987, Motown)
- A Man And A Half: The Best Of Wilson Pickett (1992, Rhino/Atlantic)
- It's Harder Now (Bullseye Blues 1999)
- Live And Burnin' - Stockholm '69 (Soulsville 2009)
- Live In Germany 1968 (Crypt Records 2009)